# Cliffortia uncinata
Cliffortia uncinata är en rosväxtart som beskrevs av August Henning Weimarck. Cliffortia uncinata ingår i släktet Cliffortia och familjen rosväxter. Utöver nominatformen finns också underarten C. u. recta.